# William Hjortsberg
William Hjortsberg (New York, 1941. február 23. – Livingston, Montana, 2017. április 22.) amerikai író, forgatókönyvíró.

## Művei
Regények
- Alp (1969)
- Gray Matters (1971)
- Symbiography (1973)
- Toro! Toro! Toro! (1974)
- Angyalszív (1987) (Harry Angel 1.) (Falling Angel)  – Alan Parker írt a regény alapján forgatókönyvet és készített filmet 1986-ban (Angyalszív)
- Tales & Fables (1985)
- Nevermore (1994)
- Mañana (2015)
- Angel's Inferno (2020) (Harry Angel 2.)

Forgatókönyvek
- Thunder and Lightning (1977)
- The Georgia Peaches (1980) (TV)
- Legend (1985)

## Magyarul
- Angyalszív; ford. Varró Attila; Cartaphilus, Bp., 2008 (Filmregények)